# Осборн, Эйми
Э́йми Рэ́йчел О́сборн (англ. Aimee Rachel Osbourne; род. 2 сентября 1983 года) — английская певица и актриса. Старшая дочь английского музыканта Оззи Осборна и его супруги, Шэрон Осборн.

## Биография
Эйми Осборн родилась 2 сентября 1983 года в Лондоне, Англия, в семье бывшего вокалиста Black Sabbath Оззи Осборна (1948—2025) и его второй супруги, Шэрон Осборн. У неё есть младшие брат и сестра: Келли (р. 1984) и Джек (р. 1985), а также братья Луи (р. 1975), Эллиот (р. 1966) и сестра Джессика (р. 1979) от предыдущего брака отца с Тельмой Райли. По словам Эйми, семья часто ездила на гастроли, но у неё никогда не было ощущения, что кого-то из детей «меньше любят или меньше заботятся». Дедушкой Эйми по материнской линии был Дон Арден, музыкальный менеджер Black Sabbath.

## Карьера
Слава к семье Осборнов пришла в начале 2000-х, когда на MTV стали показывать реалити-шоу «Семейка Осборнов», которое принято считать основоположником всех последующих программ о повседневной жизни знаменитостей. Эйми отказалась участвовать в проекте, потому что боялась, что это навредит её музыкальной карьере, и критиковала поведение родителей перед камерами, которые, по её словам, были «не похожи на самих себя». В 2003 году Эйми исполнила роль Ракелль в «Грозовом перевале», премьера которого состоялась на MTV.
В 2010 году Эйми решает начать музыкальную карьеру под псевдонимом ARO (инициалы её имени). Музыкальный стиль Осборн значительно отличался от отца, и больше относился к синти-попу. Артистами, вдохновляющими Эйми, являются Eurythmics, Энни Леннокс, Shakespears Sister, The Cure, Кейт Буш и Tricky. 5 марта был выпущен дебютный сингл и видеоклип «Raining Gold», а в августе состоялось специальное выступление для модного журнала Vogue. Издание Rolling Stone описало песню как «мечтательно звучащую», а видеоклип «наполненным кровью, как в кошмаре». 21 января 2016 года была выпущена кавер-версия песни LCD Soundsystem «I Can Change», отличавшаяся более меланхоличным звучанием, а также были анонсированы даты концертов в Северной Америке в феврале и марте соответственно. 4 февраля был выпущен сингл «Cocaine Style». С 15 по 20 марта ARO выступали на ежегодном фестивале SXSW.
23 июля 2020 года ARO выпустили новый сингл, «Shared Something With the Night», который стал частью их предстоящего студийного альбома. 30 октября состоялся релиз дебютного альбома Vacare Adamaré, который был охарактеризован авангардным звучанием. 19 ноября был выпущен видеоклип на композицию «House of Lies».
21 апреля 2022 года, спустя почти 2 года перерыва, ARO представили сингл «Against Mine». В ноябре 2024 года была выпущена песня «Siren» в сотрудничестве с Fjora.

## Личная жизнь
Эйми довольно редко появляется на публике, предпочитая оставлять свою жизнь втайне от СМИ. На протяжении многих лет журналисты неоднократно обсуждали её нежелание участвовать в «Семейке Осборнов», и в мае 2024 года её мать, Шэрон, сказала, что Эйми «хотела стать профессиональной певицей и автором песен, а не быть поп-звездой». Сама Осборн в августе 2020 года объяснила своё отсутствие в проекте желанием «развиваться, как человеку, а не остаться в памяти у людей подростком», и отметила, что реалити-шоу пошло на пользу как родителям, так и Келли с Джеком, но для неё «Семейка Осборнов» не имела смысла. В том же году она также дала редкий комментарии касательно здоровья отца, страдающего болезнью Паркинсона, рассказав, что он «плавает по 2 часа в день и у него всё хорошо», чем ещё раз подтвердила, что близко общается с семьёй. В июле 2025 года младший брат Джек в одном из подкастов рассказал, что у него с Эйми «нет хороших взаимоотношений», а также поделился своим мнением по поводу её неучастия в реалити-шоу: «Однажды, когда шоу стало невероятно успешным, наверное, она думала: ‘Ну, сейчас я не могу внезапно там появиться, не хочется, чтобы все думали, что я изменила свою позицию’».
22 июля 2025 года Оззи Осборн скончался от последствий болезни, и 30 июля состоялись его похороны, на которых появилась Эйми; на свой пиджак она прицепила брошь в виде летучей мыши, чтобы отдать дань уважения своему отцу. 6 августа было опубликовано свидетельство о смерти Оззи, где Эйми в его сфере деятельности указала: «Автор песен, исполнитель и рок-легенда».

### Несчастный случай
В мае 2022 года в одной из голливудских студий звукозаписи, где находилась Эйми, Джамал Раджаб и Нейтан Эвери Эдвардс (оба продюсеры), начался пожар. Раджаб успел вывести Эйми из здания, а Нейтан погиб. Семья Осборнов поблагодарила Раджаба за спасения и выразила соболезнования семье Эдвардса.

## Дискография

### Студийные альбомы
- Vacare Adamaré (2020)

## Фильмография
| Год  |   | Русское название | Оригинальное название  | Роль              |
| ---- | - | ---------------- | ---------------------- | ----------------- |
| 2003 | ф | Грозовой перевал | Wuthering Heights      | Ракелль           |
| 2014 | ф | Почтальон Пэт    | Postman Pat: The Movie | Эми Риггерльсворф |